# Злетово (област)
Злетово је жупа око градића Злетово, у горњем и средњем току Злетовске реке, десног притока Брегалнице, и доњем крају Кочанског Поља.
У средњовијековно доба Злетово се спомиње као жупа око градића Злетово, а спомиње се и као област (Злетовка земља, Злетовска страна).
У турско доба изгубила се овакав предеони појам, везана административно и економски са Кратовом (област Кратовско).
Злетово чини пријелаз између планинске области на сјевероистоку (Осогово) и равнице на југу и југозападу (Кочанско и Овчје Поље). Утицај оваквог земљишта огледа се и у насељима, и у привреди, и у народном животу. Горњи сјеверни дио жупе састављен је из вулканског земљишта; стога је богат рудама, а долина Злетовске ријеке испод градића Злетово највећим је делом широка равница, наводњава се и врло је плодна. Становништво суседних области назива овдашње "Пољаци“.
О старом рударству има и римских трагова, а у средњовијековно доба доведени су у овај рударски крај и Саси, чији се траг изгубио у 17 вијеку, заједно са пропадањем рударства под турцима. У доба Немањића цвијетала је овде српска култура, многе су цркве подигнуте, од којих је најлепши Лесновски манастир.